# گئورگوس آروانیتیس
گئورگوس آروانیتیس (یونانی: Γιώργος Αρβανίτης؛ زادهٔ ۲۲ فوریهٔ ۱۹۴۱) فیلم‌بردار اهل یونان است.

## گزیدهٔ فیلم‌شناسی
- ۱۹۷۵: بازیگران سیار
- ۱۹۷۷: ایفیگنیا
- ۱۹۷۷: شکارچیان
- ۱۹۸۴: سفر به سیترا
- ۱۹۸۶: زنبوردار
- ۱۹۸۸: چشم‌اندازی در مه
- ۱۹۸۹: استرالیا
- ۱۹۹۱: گام معلق لک‌لک
- ۱۹۹۵: نگاه خیره اولیس
- ۱۹۹۵: کسوف کامل
- ۱۹۹۸: ابدیت و یک روز
- ۱۹۹۹: رمانس
- ۲۰۰۱: دختر چاق
- ۲۰۰۴: کالبدشناسی دوزخ
- ۲۰۰۵: اکستازی بزرگ رابرت کارمایکل
- ۲۰۱۵: روسی د پالما